# Piccadilly Circus
(Samuel Selvon, The Lonely Londoners)
Piccadilly Circus è una piazza di Londra, nonché luogo di ritrovo, situata nella Città di Westminster.
Costruita nel 1819 per collegare Regent Street con l'omonima Piccadilly (importante strada dello shopping) è diventata col passare degli anni uno dei principali punti di snodo del traffico cittadino. La sua posizione, nel cuore del West End londinese, e la vicinanza con importanti luoghi di interesse come i teatri di Shaftesbury Avenue o strade come Coventry Street e The Haymarket ricche di negozi e locali alla moda, hanno reso Piccadilly Circus un punto di ritrovo, nonché un'attrattiva turistica.
Famosa per i display luminosi e le insegne a LED posizionate su un edificio posto al lato settentrionale della stessa e per la celebre Shaftesbury Memorial Fountain che rappresenta «l'Angelo della Carità Cristiana» (ma realizzata da Alfred Gilbert come "Anteros" anche se è nota ai più col nome di "Eros"), la piazza è circondata da vari edifici quali il London Pavilion (sede di numerosi negozi e del Trocadero) ed il Criterion Theatre. Inoltre direttamente sotto il perimetro della piazza c'è l'omonima stazione della metropolitana di Londra.

## Storia

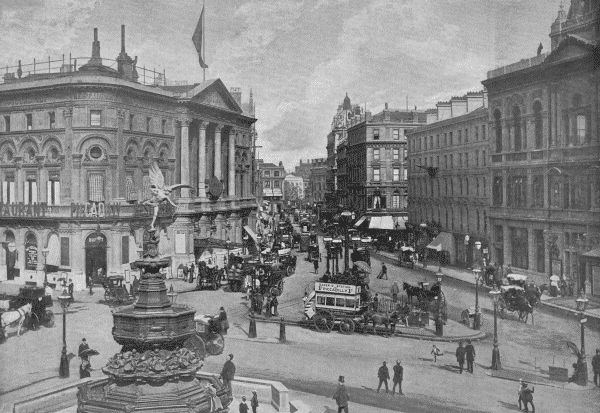
Piccadilly Circus nel 1896

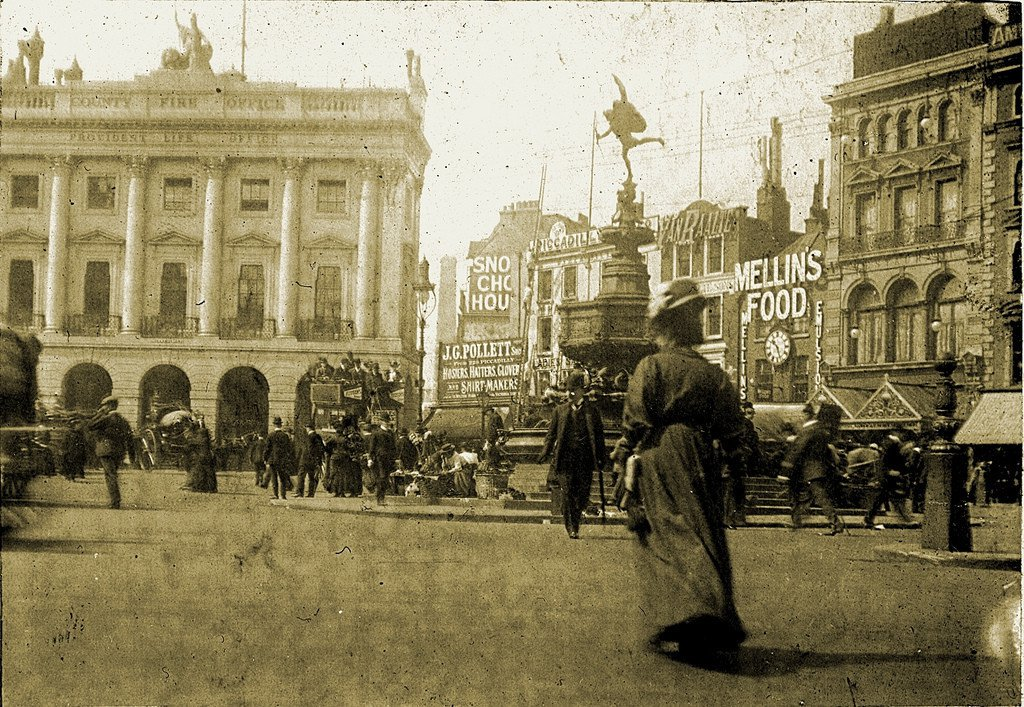
Piccadilly Circus nel 1908

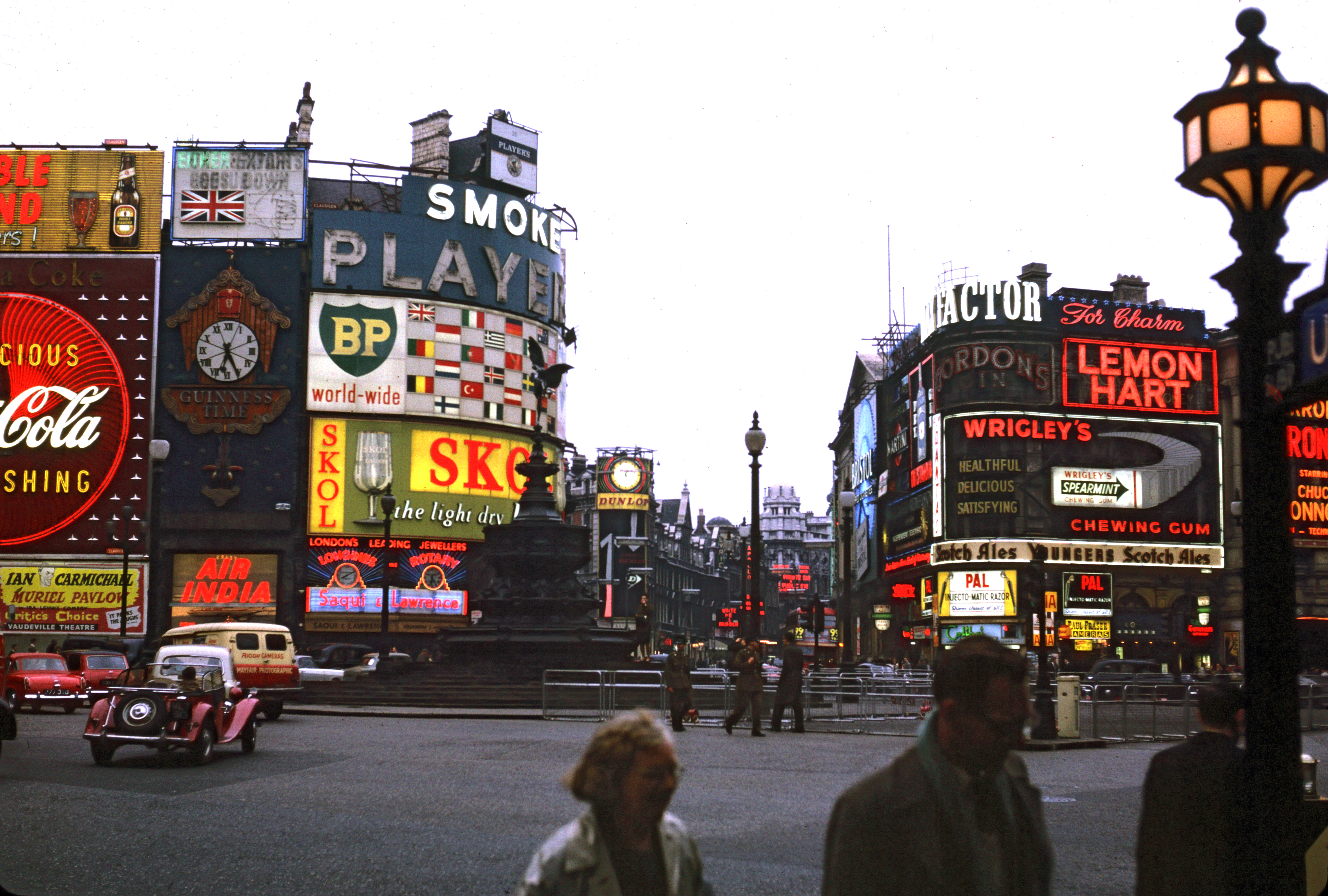
Piccadilly Circus nel 1962

Piccadilly Circus fu costruita nel 1819 per collegare con un incrocio circolare (da cui il nome "circus" che in inglese sta appunto a indicare lo spazio aperto di forma circolare in prossimità di un incrocio) Regent Street con l'affollata via di traffico di Piccadilly. Già all'epoca le vie suddette erano infatti intasate da migliaia di persone che vi si riversavano per riempire i tanti negozi esistenti.
Singolare è l'origine del nome: a cavallo tra il 1500 e il 1600 divennero molto di moda particolari tipi di colletti rigidi per indumenti definiti picadils. Un sarto di nome Robert Baker divenne particolarmente abile nella confezione e nella successiva vendita degli stessi, a tal punto che accumulò una immensa fortuna che gli consentì di comprare un terreno abbastanza distante da quello che all'epoca era il centro di Londra. Su questo terreno (costituito interamente da campagna) egli fece costruire nel 1626 una enorme casa conosciuta come "Piccadilly Hall" in luogo dell'odierna Piccadilly. La strada nel 1692 era nota come Portugal Street, così chiamata in onore di Caterina di Braganza, regina consorte del re Carlo II d'Inghilterra: già a partire dal 1743, tuttavia, il luogo divenne noto col nome di Piccadilly.
La costruzione di Piccadilly Circus fu eretta nel 1819 per decongestionare l'intenso traffico della zona ma in realtà la sua costruzione non fece altro che favorire l'interscambio tra le strade attigue. A Piccadilly Circus si trova lo storico negozio di Lillywhites. Nel 1855 la sua parrocchia, la Chiesa di San Giacomo, divenne un soggetto di governo metropolitano.
La sua originaria forma circolare si perse nel 1886 con la costruzione di Shaftesbury Avenue. Il 10 marzo 1906 fu aperta la stazione metropolitana di Piccadilly Circus sulla Bakerloo Line, pochi mesi dopo fu aperta anche sull'omonima Piccadilly Line. A causa dell'intenso traffico, nel 1928 furono necessari importanti lavori di ammodernamento e ingrandimento che modificarono totalmente l'aspetto originario della stazione. La prima inserzione pubblicitaria luminosa risale al 1910. Nel 1932 le vecchie lampade a gas furono sostituite da lampade elettriche.
La fontana centrale, denominata «Shaftesbury Memorial Fountain», venne eretta nel 1893 per commemorare il filantropo Anthony Ashley Cooper, VII conte di Shaftesbury. La fontana è sovrastata da una statua che rappresenta l'«Angelo della Carità Cristiana» (in inglese The Angel of Christian Charity) meglio conosciuto come Eros, pur rappresentando in realtà Anteros. Tranne che per due brevi periodi, la statua è stata sempre a dominare la piazza. Nel 1922, per permettere la costruzione della nuova stazione della metropolitana, fu necessario traslare la fontana ai Victoria Embankment Gardens, dove rimase fino al 1931, quando fece ritorno a Piccadilly Circus. Il secondo periodo coincise con la seconda guerra mondiale, quando la fontana fu rimossa per far posto ad allarmi anti-aerei prima e a pubblicità propagandistiche. Oggi, inoltre, la fontana si trova in una posizione diversa da quella originaria, essendo stata spostata durante i lavori di ammodernamento della piazza conclusosi durante gli anni ottanta.

## Display luminosi

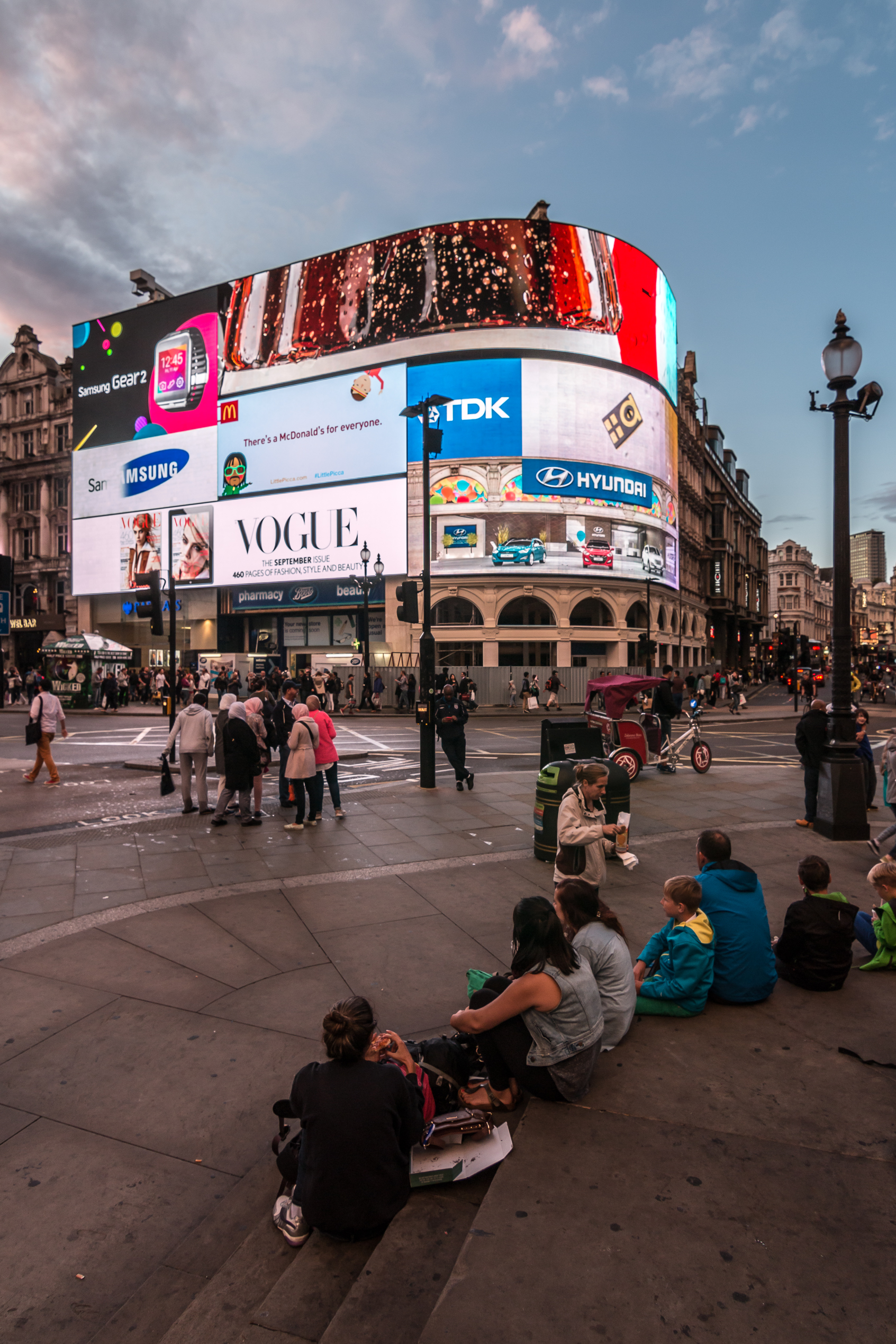
I famosissimi display LED pubblicitari di Piccadilly Circus nel 2014

I famosi display luminosi illuminano Piccadilly Circus sin dall'inizio del Novecento. Le prime affissioni ricorrevano a lampade a incandescenza; successivamente, sono state sostituite con luci al neon e, infine, con i LED, a minore consumo energetico. Dal 26 ottobre 2017 le varie pubblicità sono proiettate su un display curvo Daktronics 4K a grande definizione.
Sono state numerose le aziende a servirsi degli spazi pubblicitari offerti da Piccadilly Circus. Tra le pubblicità più «storiche» si ricordano le seguenti:
- Coca-Cola è un landmark di Piccadilly Circus sin dal 1954.[2]
- Il display Hyundai Motor Company sostituì l'insegna della Sanyo che occupava quegli spazi sin dal 1988 (con un piccolo restyling nel 2004): da non dimenticare il fatto che la società giapponese di elettronica è stata l'ultima a sfruttare la tecnologia dei neon per le proprie insegne, preferendola agli schermi LED scelti dalla Hyundai.
- TDK si inserì nel contesto di Piccadilly Circus nel 1990, occupando un display già sfruttato dalla Schweppes (1920-61), BP (1961–7), Cinzano (1967–78), Fujifilm (1978–86) e Kodak (1986–90).
- McDonald's aggiunse la propria insegna nel 1987, sostituendo quella della BASF. Il cartello ha subito numerosi restyling: il primo, nel 2001, atto alla conversione dal neon al LED; il secondo, nel 2008, che vide l'installazione di uno schermo più grande e luminoso.
- L'inserzione pubblicitaria della Samsung è datata 1994,[3] data in cui il colosso coreano dell'elettronica ha deciso di porre la propria effigie su alcuni spazi già sfruttati dalla Canon (1978–84) e dalla Panasonic (1984–94). Analogamente a quanto avvenuto con il display del McDonald's, anche questo ha conosciuto due restyling: uno nel 2005 per la conversione da neon a LED, e uno nel 2011 per migliorie e aggiornamenti vari.
- Sotto questi ultimi due schermi ce n'è uno che non è stato ancora affittato.
- Anche LG ha le proprie insegne luminose a Piccadilly Circus, sul tetto della Coventry House.

In occasioni speciali i cartelloni pubblicitari vengono spenti: ciò è avvenuto in seguito alle morti di Winston Churchill nel 1965, della principessa Diana nel 1997 e della Regina Elisabetta II l'otto settembre 2022.